# Palau Zen
El Palau Zen, residència de la família Zeno (o Zen segons el terme venecià ) és un palau de Venècia, situat al barri de Cannaregio, al Rio di Santa Caterina i amb la façana lateral dreta orientada al Campo dei Gesuiti.

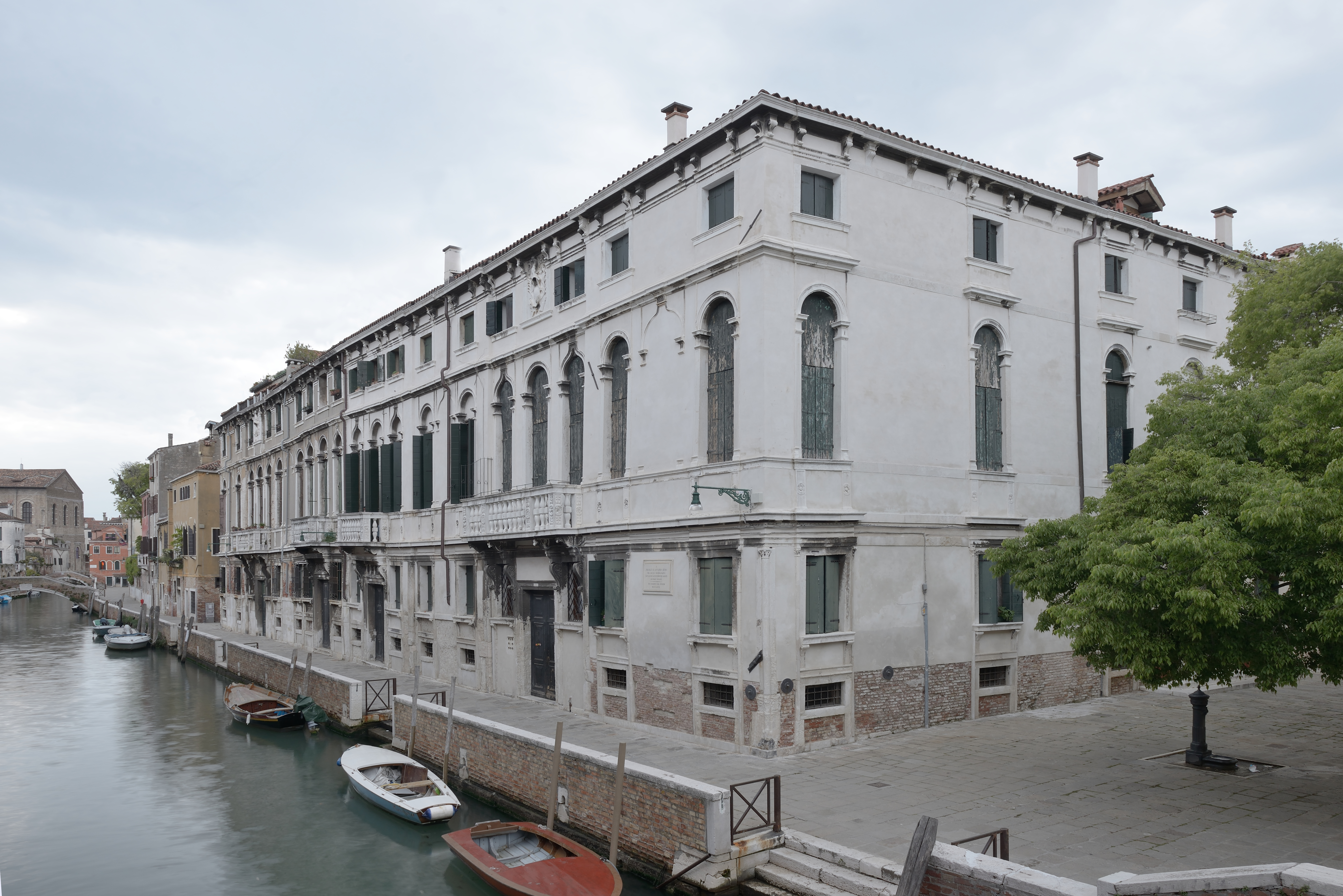
Façana principal al rio Santa Caterina i façana lateral al Campo dei Gesuiti

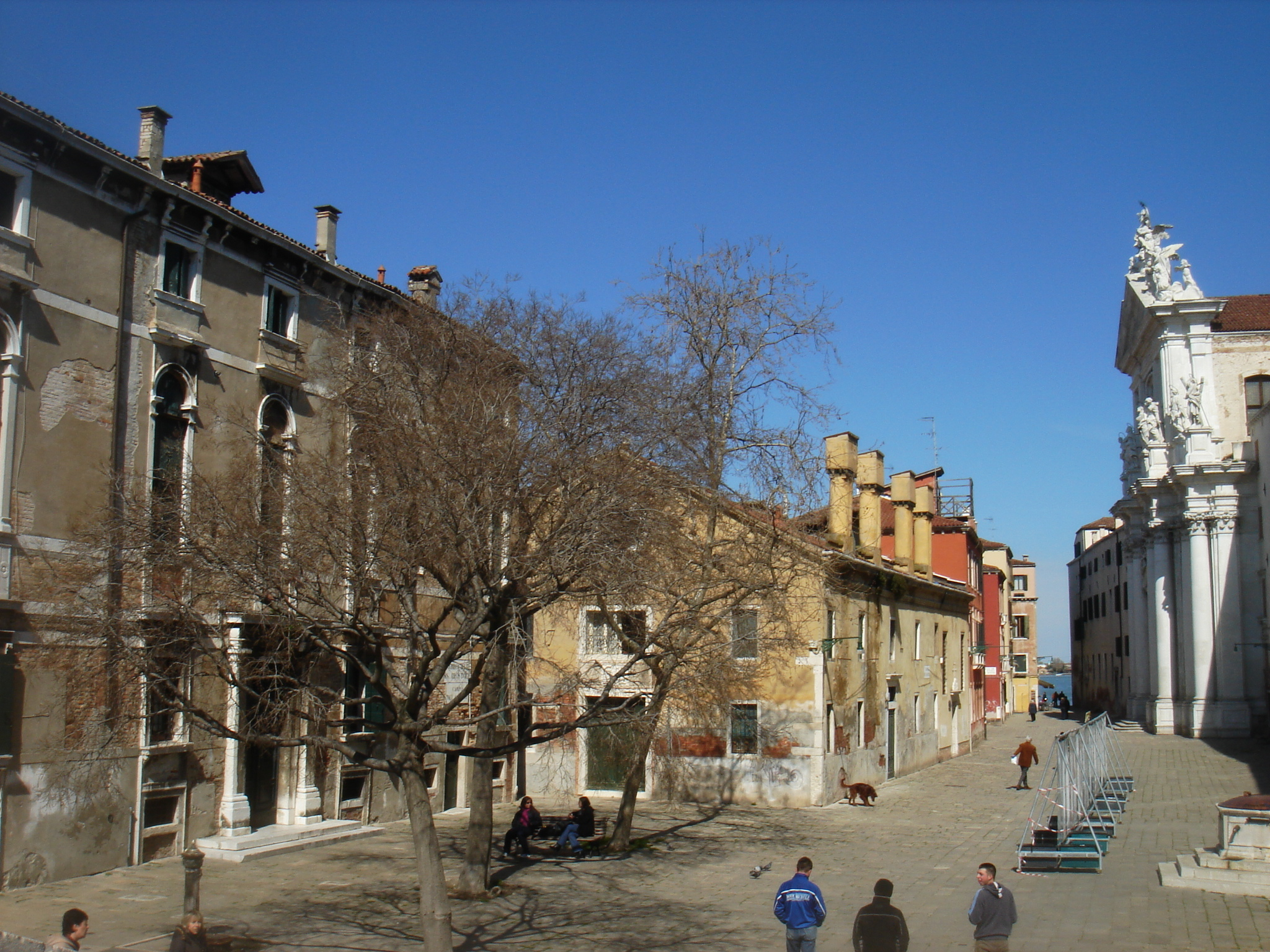
El Campo dei Gesuiti amb el Palau Zen a l'esquerra

## Descripció
El disseny del palau no té una atribució determinada. Un paper clau s'atribueix al noble i culte client Pietro Zeno qui, juntament amb el seu fill Francesco, aquest últim un apassionat aficionat a l'arquitectura, va elaborar un projecte inicial propi. Probablement igualment important va ser la contribució de l'arquitecte i teòric bolonyès Sebastiano Serlio, amic d'aquest últim i resident del 1528 al 1541 a la ciutat de la llacuna, on va publicar els primers volums del seu tractat d'arquitectura.
El desig del client era transformar els edificis anteriors que la família posseïa a la Fondamenta Santa Caterina amb un únic projecte arquitectònic, volent crear un únic gran edifici monumental que reflectís més adequadament el poder familiar. El projecte va ser parcialment modificat durant la construcció, a causa de la mort de tots dos Zenos (1538-39), i va ser completat només el 1555 pels tres hereus: els germans Catarino el Jove, Giovan Battista i Vincenzo, que el van adaptar a les seves necessitats dividint la propietat en tres parts (1553).
La façana que dona al canal, que el dissenyador va tenir la intenció de voler recordar les estructures amb columnes de la primera arquitectura veneciana, es caracteritza per una densa sèrie de vint finestres d'arc, alternades amb altres amb cúspides truncades, i per quatre arcs cecs d'estil renaixentista. Aquests últims van ser construïts per albergar un nombre igual de figures al·legòriques al fresc que emmascaressin la inserció dels conductes de la xemeneia. Quatre balcons massius, adornats amb rics frisos  de marbre d'estil llombard, dominen les entrades i enriqueixen la façana. Una placa, col·locada per l'Ajuntament el 1881, commemora els dos grans navegants del segle XIV, Nicolò i Antonio Zeno, que probablement van viure en aquest lloc abans de la construcció del palau.
Segons l'historiador Carlo Ridolfi (1648), l'edifici tenia una façana principal parcialment pintada al fresc per Andrea Schiavone, mentre que la façana que donava a la plaça (en aquell moment amb només cinc obertures de finestres) va ser completament pintada al fresc pel mateix artista en col·laboració amb Jacopo Tintoretto. Robusti va ser l'autor dels dos temes principals: la Caiguda de Sant Pau i la Victòria sobre la flota genovesa de l'almirall Carlo Zeno a la Guerra de Chioggia (1381) . Aquests frescos s'han perdut, excepte els pocs fragments del mateix Schiavone (que representen altres al·legories) que es poden veure a la façana que dona a la petita plaça de Sant Antoni i al marc d'una finestra d'un pati interior. Alguns fragments de l'arrebossat original, amb una preponderància de colors vermellosos, encara es podien veure recentment a l'alçada de la planta principal, prop de les finestres caracteritzades per sòlides reixes de disseny hexagonal.
A la petita plaça de Sant Antoni, també és visible un capitell votiu de marbre de tipologia del segle XVI, contemporani del palau. Al llarg de la cornisa que delimita la teulada, una sèrie de figures decoratives en baix relleu, extretes en part de la iconografia clàssica renaixentista (grotescos) i en part de la iconografia oriental (palmes i camells), donen testimoni de les estretes relacions comercials i diplomàtiques de la família veneciana amb la Mediterrània oriental.
L'interior, utilitzat com a apartaments privats, conserva grans sales de recepció, majoritàriament del segle XVIII, riques en frescos (Giovanni Scajaro i Agostino Mengozzi Colonna), tres patis corresponents a les tres antigues propietats, diversos pous per a l'aigua de pluja i potser en temps antics també accés a la capa freàtica dolça que emergeix de l'illa, una petita torre per veure els vaixells que tornen al port i una bonica capella. Una escala connecta l'edifici amb un edifici anterior pertanyent a la família adjacent a l'hospital Crociferi (actual hospici IPAV), fundat en el seu moment amb un llegat de la família Zeno. També era utilitzat per la família per assistir a funcions religioses al petit Oratori dei Crociferi (que es pot visitar), annex al mateix hospital, decorat amb valuoses pintures de Jacopo Palma el Jove i Baldassarre dalle Grottesche (1583-92), amb un retaule del flamenc Pieter de Coster.
Una ampliació del segle XX a una part del Palau Zeno va modificar el perfil lineal de l'edifici i, en aprimar la maçoneria, va fer que els fonaments s'enfonsessin parcialment.